# Classificeerder
Classificeerder is een beroep van mensen - praktisch altijd mannen - die relatief zware en vuile schoonmaakwerkzaamheden verrichten aan boord van schepen, als die hun lading hebben gelost. De ruimten waarin moet worden gewerkt zijn welhaast per definitie niet vrij van schadelijke stoffen en meestal alleen toegankelijk door een mangat.
- Om nieuwe lading in te kunnen nemen moeten de ladingtanks, ruimen en bunkers voldoende schoon zijn en ontdaan van restanten van de vorige lading. Op moderne binnentankers worden de tanks vaak automatisch met vaste roterende sproeiers onder hoge druk gereinigd, maar er kunnen toch restanten van bijvoorbeeld zware oliën, teerproducten en vetten achterblijven. In de praktijk heeft men het vaak over Butterworth spoeiers, maar dit is een merknaam en er zijn ook andere fabrikanten van vergelijkbare apparatuur.[2]
- Als een schip periodiek gekeurd moet worden voor het certificaat waarmee het mag varen, eisen de Inspectie Leefomgeving en Transport en het classificatiebureau schone tanks voor hun inspecteurs. Schip en tanks dienen schoon en droog ter keuring aangeboden te worden.
- Ook in de industrie worden ruimtes en tanks door classificeerders gereinigd.

Voor het werk is tussen werkgevers en werknemers een CAO afgesloten. De cao Orsima is algemeen verbindend verklaard.